# جزيرة مامبوريت
جزيرة مامبوريت وهي جزيرة من جزر إندونيسيا، وتقع ضمن جزر كانغيان في إقليم جاوة الشرقية.